# Mafia (joc)
Mafia este un joc de societate popular, inventat de Dmitry Davidoff în 1986, în Uniunea Sovietică. Este un joc de deducție socială, bazat pe colaborare și trădare, în care jucătorii își asumă roluri ascunse de cetățeni sau mafioți și încearcă să-și elimine adversarii prin argumente și persuasiune.

## Istorie și Origine
Mafia a fost inventat de psihologul rus Dmitry Davidoff în 1986, în cadrul unei tabere de vară. Jocul a fost conceput ca un experiment social pentru a studia comportamentele de grup și dinamica socială. Popularitatea jocului a crescut rapid, răspândindu-se în universități și, ulterior, în întreaga lume. Jocul a cunoscut diverse variante și adaptări, devenind un element constant în serile de jocuri de societate.

## Obiectivul Jocului
Scopul jocului variază în funcție de rolul pe care îl primește fiecare jucător. Cetățenii încearcă să descopere și să elimine mafioții, în timp ce mafioții încearcă să elimine cetățenii și să preia controlul asupra orașului. Jocul se desfășoară în două faze principale: ziua și noaptea.

## Componentele Jocului

### Jucători și Roluri
Numărul ideal de jucători pentru Mafia variază între 7 și 24. Fiecare jucător primește un rol secret, împărțit în două categorii principale:
- Mafioți: Un grup mic care cunoaște identitatea celorlalți mafioți și lucrează împreună pentru a elimina cetățenii.
- Cetățeni: Majoritatea jucătorilor, care nu cunosc identitățile celorlalți și încearcă să descopere și să elimine mafioții.

### Roluri Speciale
Pe lângă rolurile de bază, Mafia poate include și diverse roluri speciale, care adaugă complexitate și strategie jocului. Printre acestea se numără:
- Detectivul: Poate verifica identitatea unui jucător pe noapte.
- Doctorul: Poate salva un jucător de la eliminare în timpul nopții.
- Vânătorul: Dacă este eliminat, poate trage pe altcineva după el.
- Îngerul Păzitor: Poate proteja un jucător de la eliminare în timpul nopții.

## Regulile Jocului

### Faza de Noapte
Jocul începe cu faza de noapte, în care jucătorii își închid ochii. Moderatorul, care nu joacă activ în joc dar coordonează acțiunile, cheamă pe rând mafioții, detectivul, doctorul și alte roluri speciale să-și desfășoare acțiunile.
1. Mafioții: Deschid ochii și aleg în secret un jucător pe care să-l elimine.
2. Detectivul: Deschide ochii și indică un jucător a cărui identitate dorește să o afle. Moderatorul îi va răspunde afirmativ sau negativ, indicând dacă acel jucător este mafios sau nu.
3. Doctorul: Deschide ochii și indică un jucător pe care dorește să-l salveze în caz de atac.

### Faza de Zi
După ce faza de noapte se încheie, moderatorul anunță cine a fost eliminat. Jucătorul eliminat își dezvăluie rolul și este scos din joc. Restul jucătorilor discută și votează pentru a elimina un suspect. Acest proces continuă până când fie toți mafioții sunt eliminați (cetățenii câștigă), fie numărul mafioților este egal cu cel al cetățenilor (mafioso siciliano câștigă).

## Strategie și Tactici
Succesul în Mafia depinde de abilitățile de deducție, persuasiune și bluff ale jucătorilor. Unele strategii comune includ:

### Pentru Mafioți:
- Păstrarea unui profil scăzut pentru a evita suspiciunile.
- Inducerea în eroare a cetățenilor prin acuzații false.
- Eliminarea rolurilor speciale cât mai devreme.

### Pentru Cetățeni:
- Colaborarea pentru a identifica tipare și comportamente suspecte.ț
- Utilizarea eficientă a rolurilor speciale pentru a descoperi mafioții.
- Menținerea unui echilibru între a fi vocal și precaut pentru a evita eliminarea prematură.

## Variabile și Adaptări
Există numeroase variante ale jocului Mafia, fiecare adăugând noi reguli și roluri pentru a menține jocul interesant. Unele variante populare includ:
- Lupul Garou: O variantă franceză a jocului, cu teme și roluri legate de vârcolaci.
- Mafia în Stil Vechi: Adaugă elemente istorice și culturale, cum ar fi mafiile din Sicilia.
- Mafia Urbană: Adaptată pentru a se desfășura în orașe mari, cu roluri inspirate din viața urbană modernă.

## Impact Cultural
Mafia a avut un impact semnificativ asupra culturii jocurilor de societate și a fost subiectul multor studii academice despre comportamentul social și psihologia de grup. Jocul a fost adaptat în formate diferite, inclusiv în emisiuni de televiziune și jocuri video. Popularitatea sa continuă să crească, fiind un favorit în cadrul întâlnirilor sociale și al evenimentelor de grup.

## Concluzie
Mafia este un joc de societate captivant, care combină deducția socială, strategia și interacțiunea interpersonală. Cu o istorie bogată și numeroase variante, Mafia rămâne un joc apreciat de jucători din întreaga lume, oferind ore de distracție și provocări intelectuale.